# En un burro tres baturros
En un burro tres baturros es una película de comedia mexicana de 1939 escrita y dirigida por José Benavides Jr. Esta película marcó el debut actoral de Pedro Infante, en la que solamente apareció como extra en una escena musical.Fue estrenada el 26 de octubre de 1939.

## Sinopsis
Tres jóvenes españoles viajan a México en busca de mejores oportunidades. Primera aparición en pantalla del gran ídolo mexicano Pedro Infante como extra. Son sus comienzos en el cine, cuando actúa de extra sin nada llamativo que merezca ser mencionado. Quizá para Infante se supusiera una gran novedad, pues saltaba por primera vez al mundo del cine y empezará a sentirse interesado por este medio, aunque todavía le quedan unos cinco años por delante para empezar a hacer las cosas bien y a dejar huella.